# BMW R 16
Version sportive de la R 11. Elle reprend le moteur de la R 63.